# Méral
Méral ist eine französische Gemeinde mit 1.075 Einwohnern (Stand: 1. Januar 2022) im Département Mayenne in der Region Pays de la Loire; sie gehört zum Arrondissement Château-Gontier und zum Kanton Cossé-le-Vivien. Die Einwohner werden Méralais genannt.

## Geographie
Méral liegt etwa 16 Kilometer südlich von Laval. An der östlichen Gemeindegrenze verläuft der Fluss Oudon, im Westen sein Zufluss Mée. Umgeben wird Méral von den Nachbargemeinden Astillé im Nordwesten und Norden, Nuillé-sur-Vicoin im Norden und Nordosten, Origné im Nordosten, Houssay im Osten, Loigné-sur-Mayenne im Südosten, Peuton im Süden sowie Cosmes im Südwesten und Westen.

## Bevölkerungsentwicklung
| 1962                       | 1968 | 1975 | 1982 | 1990 | 1999 | 2006 | 2019 |
| -------------------------- | ---- | ---- | ---- | ---- | ---- | ---- | ---- |
| 1061                       | 1027 | 956  | 915  | 809  | 913  | 1042 | 1110 |
| Quellen: Cassini und INSEE |      |      |      |      |      |      |      |

## Sehenswürdigkeiten

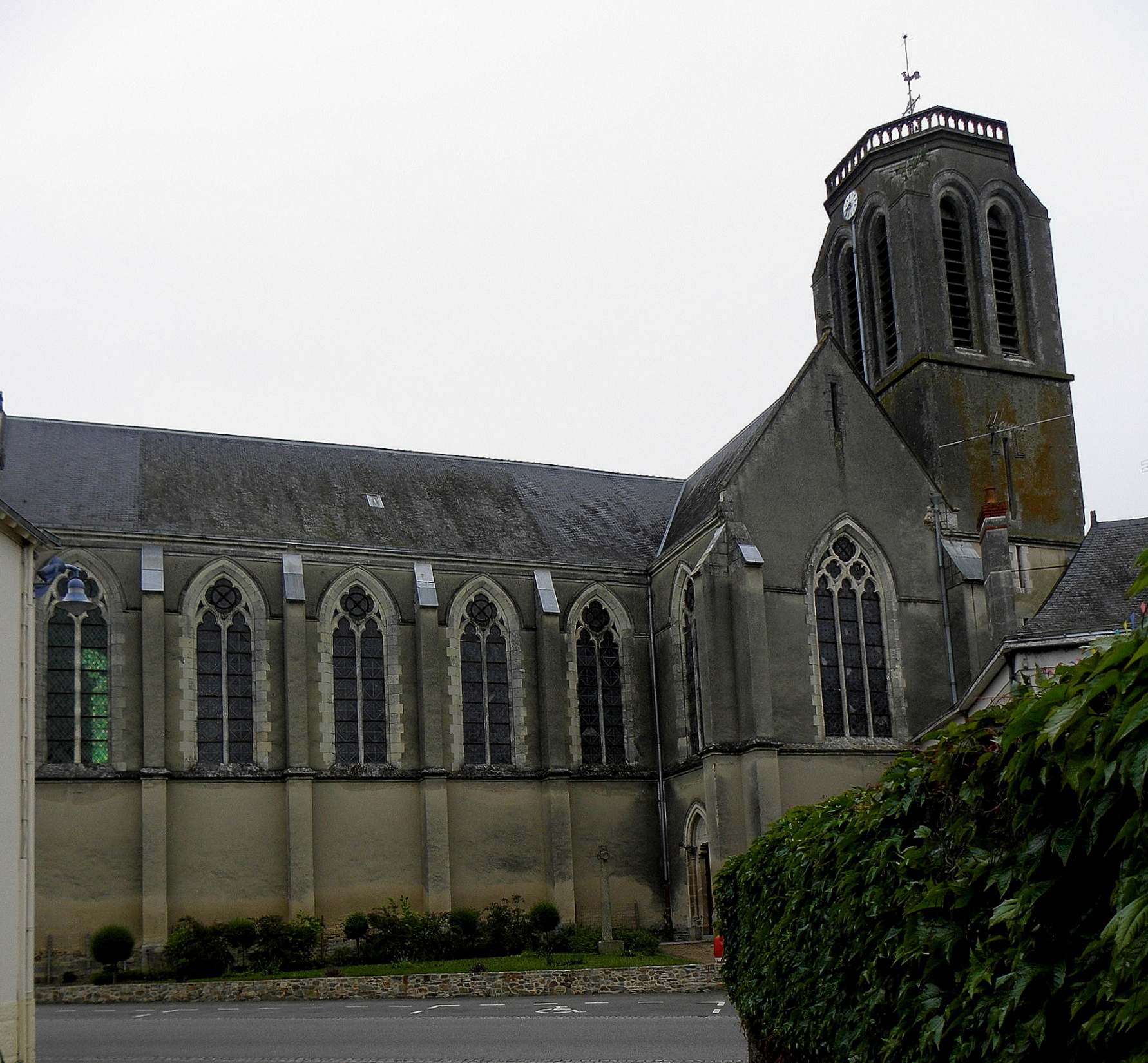
Kirche Saint-Pierre
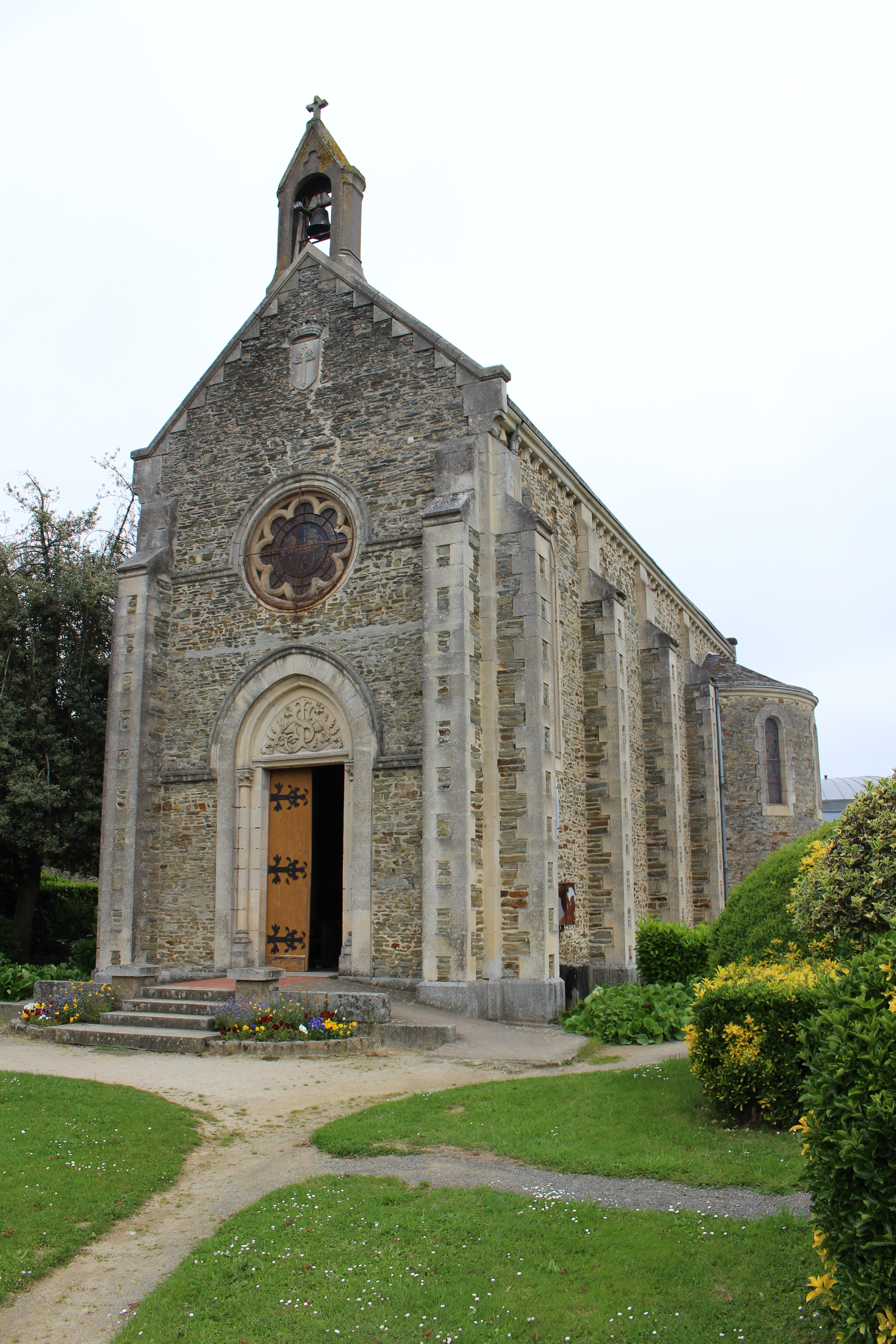
Kapelle Saint-Joseph

- Kirche Saint-Pierre
- Kapelle Saint-Joseph

## Persönlichkeiten
- Victoire Brielle (1815–1847), genannt Heiliger von Méral, 50 Jahre nach seiner Bestattung war der Körper nicht verwest
- Jean-Paul Hévin (* 1950), Chocolatier